# 2-Heptanon
2-Heptanon ist eine organische Verbindung aus der Gruppe der Ketone.

## Vorkommen

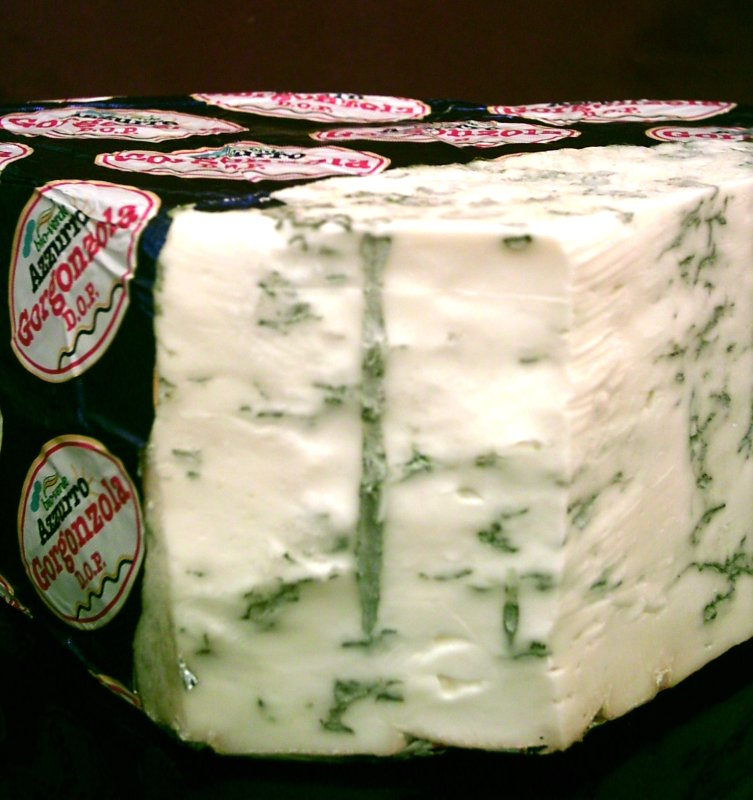
Der typische Geruch von Gorgonzola basiert auf 2-Heptanon.

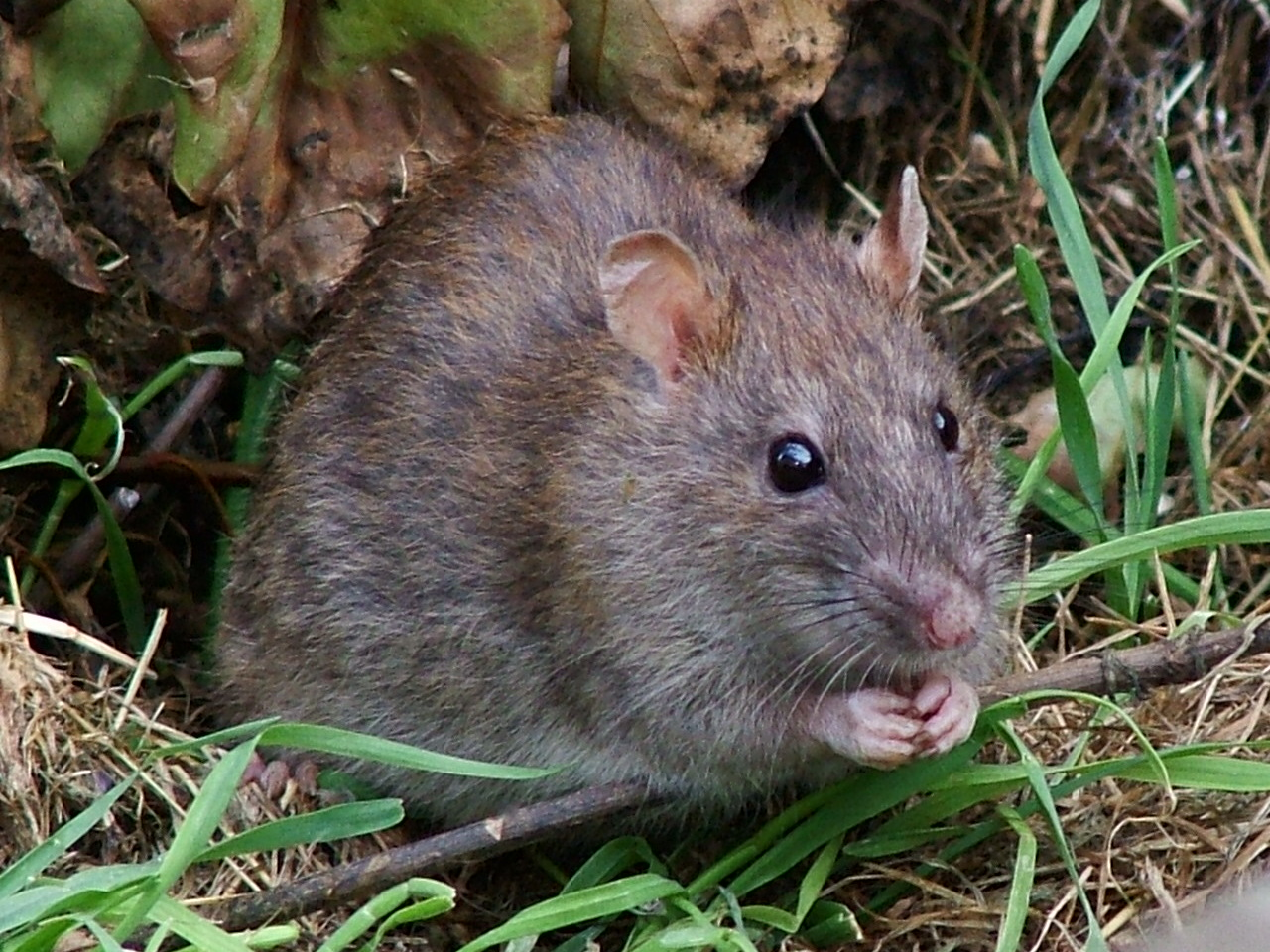
2-Heptanon ist ein Alarmpheromon von Ratten, z. B. der Wanderratte (Rattus norvegicus).

2-Heptanon kommt natürlich als Bestandteil von Schimmelpilzgeruch (z. B. auch Blauschimmelkäse), sowie in Brombeeren, Estragon, Capsicum frutescens, Kreosotbusch, Noni, Boldo, Sauerkirschen, Weinraute, Gewürznelkenbaum, Bananen, und Erdbeeren, wie Moschus- und Wald-Erdbeeren vor. Bei Ratten ist es ein Alarmpheromon.

## Gewinnung und Darstellung
2-Heptanon kann durch reduktive Kondensation von Aceton mit Butyraldehyd in einem oder zwei Schritten, durch eine Keton-Zersetzung von Ethylbutylacetoacetat oder durch Hydratisierung von 1-Heptin und 2-Heptin gewonnen werden.

## Eigenschaften
2-Heptanon ist eine wenig flüchtige, farblose Flüssigkeit mit fruchtigem Geruch (auch würzig nach Zimt), die schwer löslich in Wasser ist.

## Verwendung
2-Heptanon wird als Hochsieder in Beschichtungsstoffen verwendet. Durch Reaktion mit Ethylmagnesiumbromid kann 3-Methyl-3-octanol gewonnen werden.

## Sicherheitshinweise
Die Dämpfe von 2-Heptanon können – wie fast alle anderen flüssigen organischen Stoffe – mit Luft ein explosionsfähiges Gemisch (Flammpunkt 39,5 °C, Zündtemperatur 305 °C, untere Explosionsgrenze 1,11 Vol.–%, obere Explosionsgrenze 7,9 Vol.–%) bilden.